# Yngve Wisén
Yngve Georg Wisén, född den 16 mars 1873 i Lund, död den 30 november 1939 i Stockholm, var en svensk jurist. Han var son till Theodor Wisén.
Wisén tillhörde som student kommittén som arrangerade Lundakarnevalen 1896. Han avlade juris kandidatexamen vid Lunds universitet 1898. Wisén blev fiskal i Svea hovrätt 1908, var tillförordnad revisionssekreterare 1909–1910, blev hovrättsråd i Svea hovrätt 1910, konstituerad revisionssekreterare 1911 (ordinarie 1913) och häradshövding i Södra Roslags domsaga 1922. Han utgav Det huvudsakliga av lagstiftningen om enskildas skogar med tillhörande författningar (1925; tillsammans med Pehr von Seth). Wisén deltog i flera statliga utredningar. Han blev riddare av Nordstjärneorden 1914 och kommendör av andra klassen av samma orden 1930.